# Kobudô de Okinawa
Kobudô de Okinawa é um termo japonês que pode ser traduzido como “Caminho das Antigas Artes Marciais de Okinawa”, onde Ko (Koryu) significa "antigo"; Bu (Bugen) significa "arte marcial" e Do significa Caminho.

## História
O kobudo de Okinawa foi transmitido como arte marcial tradicional desde os mais antigos tempos. Embora seja comum pensar que o nascimento do kobudô se deu após o nascimento do karatê, alguns pesquisadores e historiadores acreditam que o kobudô tem uma história mais antiga do que o karatê. Apesar de originalmente tendo uma relação de irmão com o karatê, o kobudô se tornou de certa forma negligenciado. Ainda hoje o kobudô de Okinawa é em grande parte desconhecido do mundo. Somente uma minoria, sobrecarregada, de mestres de kobudô de Okinawa herdaram quase todos os katas e técnicas de kobudô.
Em Okinawa, o kobudô passou por uma guerra real durante o período Sanzan (1314–1336), tempo de confusão quando a nação Ryukyu foi separada em três reinos em guerra uns com os outros. Devido ao fato do rei da região sul (Osato Aji), do rei da região norte (Nakijin Aji) e do rei da região central (Rei Tamagusuku) estarem constantemente se enfrentando, foram desenvolvidos métodos de construção de fortalezas e utilização de armas. Durante este período, e quase por um século, uma época em que o comércio entre a China e o Japão ainda era pequeno, o kobudô específico de Okinawa foi colocado em aplicação nos campos de batalha.
Observa-se que os katas de karatê que ainda são amplamente praticados hoje em Okinawa são quase todos chamados pelos seus nomes em chinês. Já os katas de kobudô, quase todos derivam de nomes de Okinawa, apelidos ou denominações de regiões. Por isso, é claro que muitas técnicas de kobudô nasceram e foram criadas em Okinawa, e são um legado deixado pelas mãos daquele povo, através de guerras reais. Em 1429, o rei Sho Hashi unificou a ilha e fundou o Reino de Ryukyu. Durante os séculos XIV a XVI, num período conhecido como a “Idade Dourada do Comércio”, o reino floresceu com o comércio com a China e outras nações. Entretanto, as embarcações de comércio eram constantemente ameaçadas por piratas japoneses, e os okinawanos tinham também necessidade de se proteger enquanto estivessem em terras estrangeiras. Nessa época, vários tipos de armas já eram utilizadas pelos guerreiros.
Por volta de 1509, o rei Shō Shin proibiu a posse e o porte de armas, a fim de restaurar a paz e trazer prosperidade para o reino. Isso ajudou a evitar a perda desnecessária de vidas e também era um impedimento para as guerras civis. Mas isto deixou o povo de Okinawa indefeso. Em 1609, o Clã Satsuma atacou e varreu as defesas de Okinawa. A maioria dos guerreiros de Okinawa utilizaram armas não letais que foram de pouca utilidade contra armas de fogo, espadas e flechas. Essa invasão deveu-se, em grande parte, pela precaução do Shogun Tokugawa em impedir possíveis revoltas vindas do sul.
As artes marciais originais do karatê e do kobudô de Okinawa nasceram a partir deste fundo. Durante longos anos, os guerreiros de Okinawa, também chamados de buchi, estudaram e incorporaram as técnicas de artes marciais do sudeste asiático ao karatê e kobudô de Okinawa para estabelecer as formas conhecidas hoje. As técnicas de bastão já eram utilizadas pelos buchi de Okinawa para se proteger contra saqueadores e piratas. Algumas armas foram camufladas como ferramentas e utensílios dos fazendeiros, por exemplo, o nunchaku e o tonfa. Outras armas foram usadas por similaridade, por exemplo, o kama e o Eku. Outras, ainda, eram fáceis de ser transportadas de forma escondida, por exemplo, o suruchin e o tekko.
As técnicas de karatê e kobudô eram, por sua natureza, mantidas fora do alcance de "não iniciados". Assim, existem poucos registros históricos e as artes eram ensinadas quase exclusivamente através da transmissão oral de mestre para discípulo. O folclore equivocado nos faz acreditar que o legado de combate civil de Okinawa foi desenvolvido pela classe dominada de camponeses “pré-era Meiji“. Descritos como tiranizados pelos senhores feudais, os camponeses, num esforço para libertarem-se das cadeias de opressão, supostamente conceberam uma tradição de combate onipotente. Algumas pessoas têm a hipótese adicional que os utensílios utilizados no cotidiano foram, de alguma forma, aplicados aos princípios de combate. Também foi postulado que, envolvido em um manto de segredo devido ao medo de represálias, se descobertos, os camponeses não só estabeleceram este fenômeno cultural, mas também tiveram sucesso na sua transmissão por gerações, sem o conhecimento das autoridades locais. Apoiada por simples linhas de testemunho historicamente inexato, a suposição da "Classe Camponesa pre-Meiji" não é merecedora de séria consideração. Todavia, alguns pesquisadores têm erroneamente creditado à classe camponesa o desenvolvimento de tradições combativas de mãos armadas e desarmadas. Porém, um estudo adicional do Reino de Ryukyu revela achados que sugerem uma explicação mais plausível.
Em Shuri e Naha, era comum o sistema privado de aula entre mestre e aluno. Os especialistas marciais de Shuri e Naha eram selecionados e ensinados desde bem jovens, os quais tinham aptidão para os treinamentos em artes marciais. Devido aos métodos de ensino privados, a relação de confiança entre mestre e discípulo era tão profunda quanto uma relação entre pai e filho, se não até mais profunda. Durante a era do reinado muitos bujin surgiram em Shuri, Naha e Tomari, atingindo extrema prosperidade. Os jovens eram escolhidos por sua vocação e instruídos completamente. Comportamento adequado, modo de caminhar e costumes da vida diária foram induzidos pelo sistema. Eles foram educados com uma atenção meticulosa necessária para os bujin, para que eles pudessem desenvolver uma cultura e uma atitude mental apropriadas. A qualificação requerida é que eles tivessem origem nobre, condição a qual mesmo um agricultor rico não poderia comprar.
Atualmente é bem conhecido o fato que os bujin do passado não transmitiam suas técnicas para qualquer pessoa. Mesmo que alguém se tornasse oficialmente um discípulo, os três primeiros anos era um período de aprendizagem durante o qual o caráter do discípulo era apenas observado. Só àqueles que passassem neste teste é que as técnicas seriam ensinadas. Mas os segredos mais profundos somente eram ensinados pouco antes do falecimento do mestre. Ainda hoje alguns mestres ainda mantém, firmemente, essa antiga forma de transmissão.

## Armas antigas e tradicionais de Okinawa

### Bō

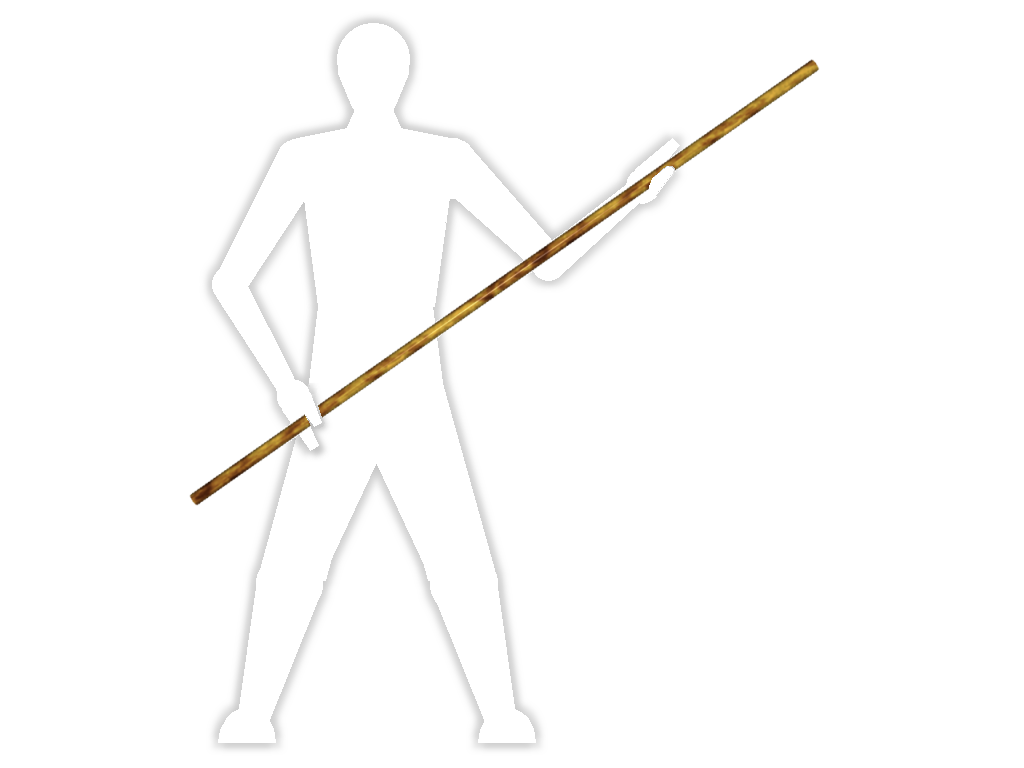
Bō

Das várias explicações para a origem do bojutsu, uma que parece ser a mais provável menciona o bastão “bō” recebendo atenção depois que um guerreiro teve a ponta da sua lança quebrada durante a batalha e, com o bastão resultante, descobriu a sua eficácia no ataque e na defesa. Em Okinawa, o bojutsu existe desde o período Sanzan, com um conhecido modelo de bō que foi utilizado por um dos Aji daquela época. Desde então, o bō de Okinawa tem comprimentos de rokushaku: seis shaku (181,8cm).
O bō de Okinawa era feito pelo corte de uma palmeira de fibras finas e fortes, muito parecidas com agulhas duras. Sua principal particularidade é ter uma grande flexibilidade. É dura e muito firme. O ponto de quebra tornava-se uma ponta de lança afiada que podia ser usada como tal. O óleo usado para revestir o bō era extraído do fígado de tubarão e servia como repelente de insetos e para evitar o apodrecimento. O óleo de fígado de tubarão também era muito valorizado como uma proteção contra os maus espíritos, porque o espírito do tubarão era absorvido pelo bastão.
A teoria mais aceitável diz que o bojutsu foi difundido a partir da China, dividido e estudado, e em seguida, concluído em Okinawa. Ela remonta ao Período do Rei Satto (1350-1395), quando o reino de Ryukyu pela primeira vez abriu as linhas de comércio com a China e importou a então dominante cultura chinêsa. Ao mesmo tempo, as 36 famílias chineses chegaram (1392) e se estabeleceram na Vila Kume, em Naha. É muito provável que tenham sido esses primeiros colonos que trouxeram com eles as artes marciais chinesas e, por extensão, o bojutsu para Ryukyu. Estas artes marciais foram estudadas e misturadas com as tradições marciais nativas, uma teoria que é atestada por aqueles que estudaram as artes, bem como pelas grandes famílias dessas tradições marciais. No passado, o bō era colocado no tokonoma, ou alcova, na sala principal da casa de um buchi.

### Sai

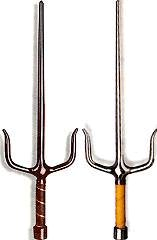
Sai

As armas usadas pelos guerreiros chineses foram transmitidas da China para o Sudeste Asiático. Nesta linha, o sai chegou a Okinawa para ser profundamente pesquisado pelos quatro guerreiros do Reino de Ryukyu e ser forjado em uma arte com muitos katas baseados em guerras reais. Essa arte é conhecida hoje como saijutsu.
No tempo do reino de Ryukyu os ganchos eram feitos a partir de um mesmo pedaço de ferro, com a guarda sendo uma protuberância neste ferro, semelhante ao pomo de Adão humano, para se tornar uma guarda contra a espada. No centro da guarda era feita uma abertura na qual o corpo principal era inserido para ser fixado, em seguida, com fogo.
Em 1509, em Ryukyu, com as regras de proibição de armas feitas pelo rei Sho Shin, as armas foram recolhidas e guardadas no Castelo de Shuri. O sai tornou-se posse dos ufuchiku, o equivalente a inspetor de polícia de Ryukyu. Na tensa atmosfera causada por esta proibição de armas, a razão pela qual a posse do sai era permitida aos oficiais, com toda a probabilidade, era porque a sua ponta não era afiada e pouco provável de ser uma arma letal.

### Nunchaku

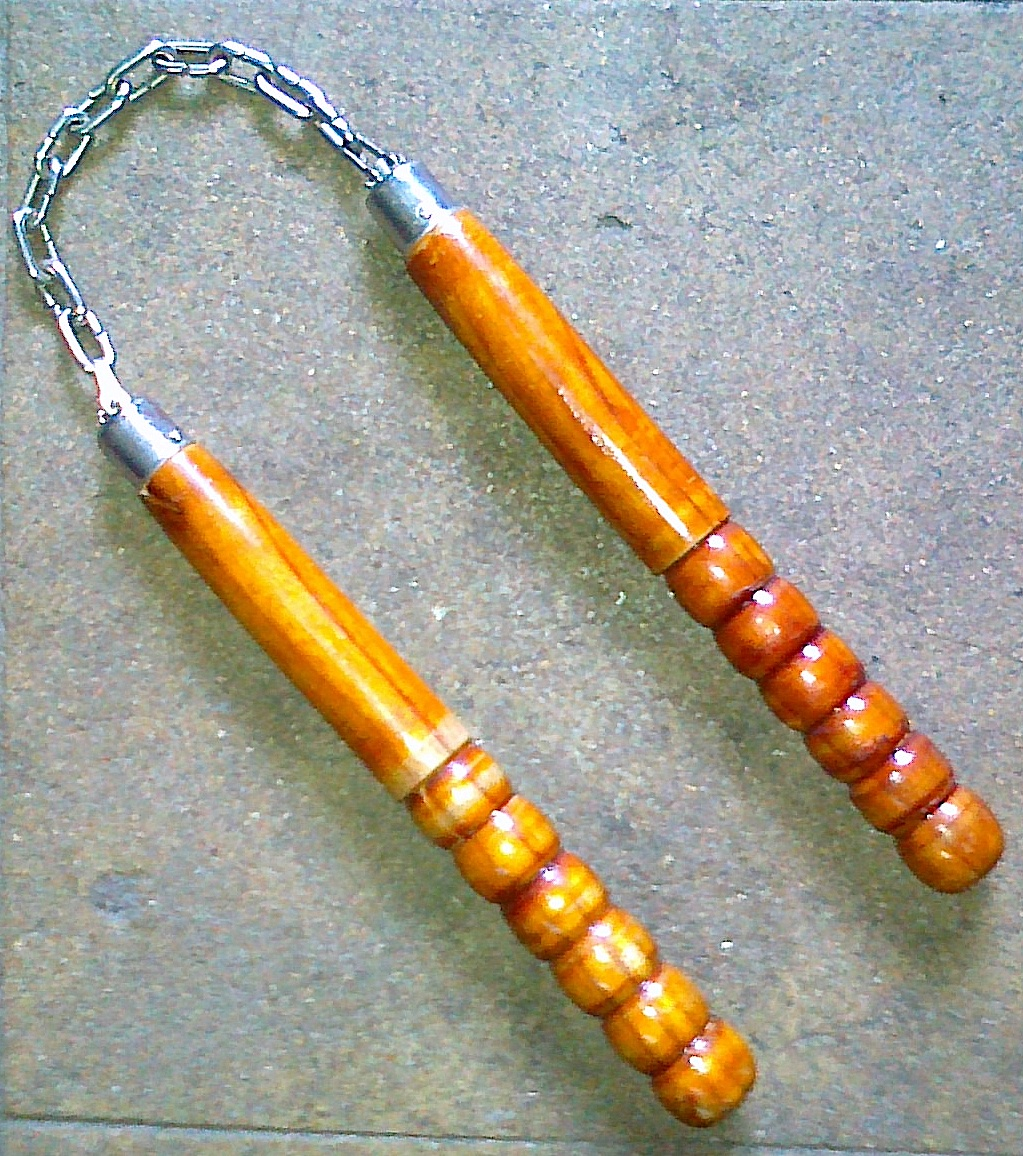
Nunckuku

O propósito original de usar o nunchaku era de se defender contra bandidos e vários inimigos, a fim de enfraquecê-los ou contê-los. Sendo uma arma de defesa pessoal, muitos artistas que desconhecem o seu verdadeiro significado cometem o erro de usá-lo apenas como uma arma giratória, confundindo, assim, o verdadeiro significado do nunchaku. Sua rotação gera grande força centrífuga, e o verdadeiro aprendizado se dá através do estudo das regras existentes. Estas regras foram desenvolvidas por especialistas marciais que pesquisaram e praticaram o uso dessas armas, formulando muitos katas que são como enciclopédias de técnicas.
Ele foi camuflado de uma maneira que ninguém iria perceber o seu potencial uso como arma. Foi de fato uma arma oculta. Embora seu formato variasse, o nunchaku de hoje tem quase sempre uma forma octogonal e seu tamanho aumentou a partir do tamanho do antebraço, para atingir de 30 a 40 centímetros.
No tempo do reino de Ryukyu até o início dos anos 1870, os cavalos eram criados em ambientes nobres e a equitação era uma habilidade muito estimada. O freio de cavalo tinha um formato semelhante e foi praticamente utilizado como um nunchaku. Na vida cotidiana, o freio do cavalo era uma ferramenta utilizada por pessoas pacíficas. No entanto, em momentos de dificuldade pode se transformar em uma arma poderosa para ser usada para proteger a família ou os bens.
No passado, os Ryukyuanos preferiam cordas feitas de pêlo de rabo de cavalo, por causa de sua durabilidade e também porque os pêlos da cauda do cavalo são redondos e grossos, permitindo girar facilmente a arma. Devido hoje em dia ser difícil obter pêlos da cauda para fazer um nunchaku, a corda é feita de cordões tecidos de couro, corda de algodão e até mesmo as cordas de seda usadas em pára-quedas. Nos últimos anos, o nylon tornou-se a fibra sintética mais conveniente para se produzir a corda do nunchaku. Na China, armas semelhantes ao nunchaku tiveram vários nomes e já eram utilizadas desde os tempos mais antigos.

### Tunqua ou tonfa

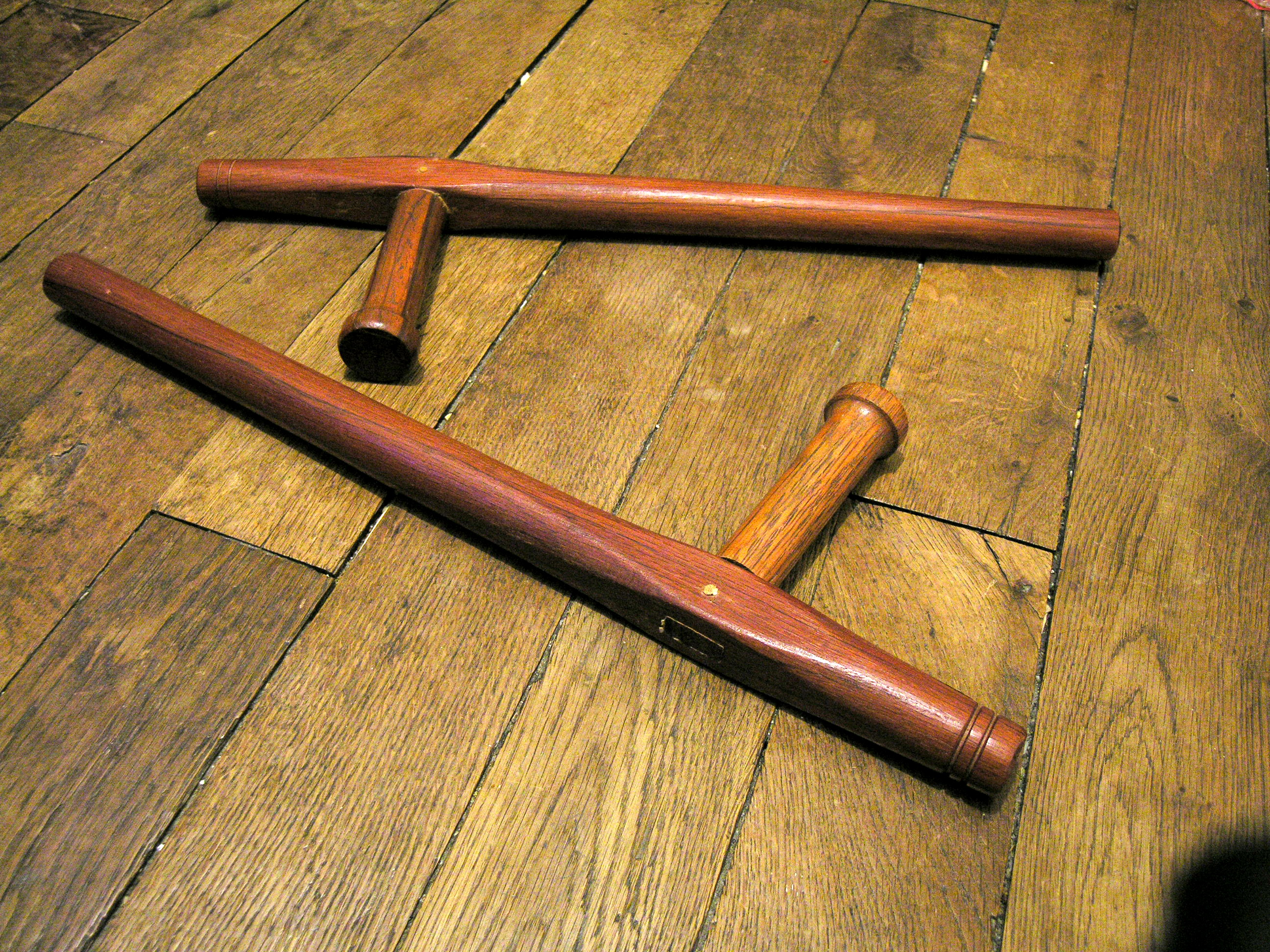
Tonfa/Tunqua

Essa arma é formada por um bastão com um cabo, e mede aproximadamente 50cm de comprimento. Tofa é uma arma antiga que não existe no continente japonês. Foi trazida da china e desenvolvida exclusivamente em Okinawa, sendo normalmente usada aos pares. Devido à dificuldade de manuseamento correto, é uma arma que requer uma grande quantidade de perícia.
Em Ryukyu seu uso difundiu-se entre os shizoku após a abolição dos clãs e o estabelecimento da Província de Okinawa, e é dito que foi camuflada como um utensílio comum, como quase todas as armas do kobudô de Ryukyu, neste caso o cabo de um moedor do tipo chinês, ou toushi no dialeto local. Tal como outras armas de Ryukyu, o fato de ser um utensílio que pode ser transformado em uma arma é a sua característica, bem como a sua facilidade de utilização.
Há muitas maneiras de se pronunciar tonfa em Okinawa: na área de Shuri, é conhecido como tounfa ou tuifa, enquanto em outras regiões de Okinawa chama-se tonkwa.
O tonfa é praticado em kumite contra espadas e lanças, mas também pode ser praticado contra bo.

### Kama

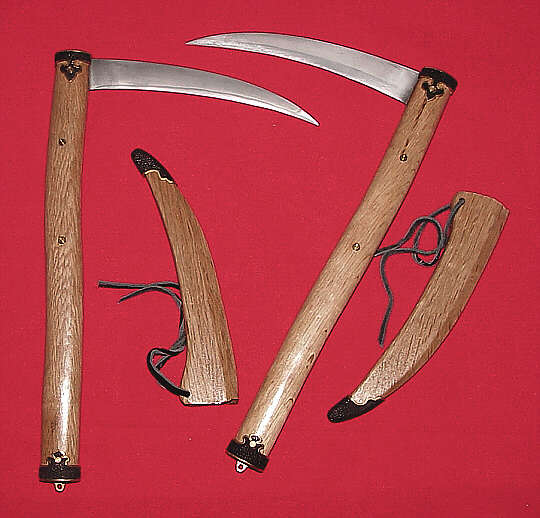
Kama

O kama ou gama ou kama-no-te é uma foice com um cabo longo. A lâmina vai ficando mais fina em direção à ponta e termina em forma de gancho. Bloqueios, estocadas, cortes e até mesmo arremessos são as técnicas mais comuns. Em Okinawa, nenhuma corda é conectada a ele, originalmente, o que o torna diferente do kusari-gama do continente japonês.
Visto que o kusari-gama é considerado uma arma, e os cidadãos e bushi de Ryukyu eram proibidos de usar armas, poderia passar como uma ferramenta agrícola se uma corda não estivesse ligada a ele. O Kama dos bushi de Ryukyu, diferentemente da ferramenta agrícola, tinha a lâmina mais grossa e a parte de trás da lâmina poderia ser utilizada como um martelo.
O kama de Okinawa foi definitivamente influenciado pela China. Na literatura chinesa, o kama é mencionado desde o período da Primavera e do Outono, onde ficou claro que a técnica chinesa era a utilização de uma foice em cada mão. Embora em uso diário seja comum a utilização de apenas uma foice, numa situação de combate a utilização de dois kama é preferida, o que explica porque os katas de hoje são realizados com pares de kama.

### Eku

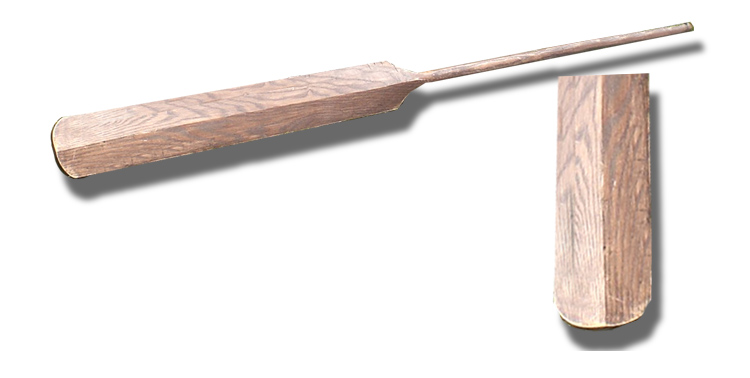
Eku

Esta arte marcial foi desenvolvida pelos bushi que viajavam entre as ilhas, como uma aplicação do bō. O Eku tem uma longa história, possuindo a técnica transmitida por Chikin Seinori Oyakata, nascido em 1624, e ainda realizada hoje em dia. Esta técnica caracteriza-se pela ação de atirar areia nos olhos do adversário para cegá-lo e dar sequência a um ataque. O Eku dos Bushi de Ryukyu tinha uma lâmina afiada.
Em 1612 Miyamoto Musashi, então com 20 anos, enfrentou e venceu Sasaki Kojiro na Ilha Funa em Kyushu. Embora esta seja uma história conhecida, sabe-se que ele usou um remo para derrotar seu oponente, e que muito provavelmente ele usou uma técnica como a Sunakake. Para um especialista conceituado como Musashi, ou ele achava que o remo era a arma ideal para um duelo na praia ou então ele já havia dominado a técnica marcial do remo.
Em mãos experientes o remo é uma arma prática, com um poder destrutivo que pode ser demonstrado num exercício através do corte de uma bananeira com um único movimento giratório.

### Tekko
Embora ela fosse uma arma que foi levada da China para Ryukyu como o nunckaku, os Ryukyuanos desenvolveram o tekko a partir de uma ferradura. Fácil e rápido de ser colocado em uso, e muito eficaz no combate, a forma do tekko evoluiu, através da habilidade, à forma atual. Desenvolvido para fins de defesa pessoal, tornou-se uma arma de bolso fácil de ocultar, apreciada pelo poder considerável que pode exibir. O mesmo tipo de arma pode ser encontrada na Grécia e em outras partes do mundo, e, claro, na China, onde foi pesquisada como uma arte marcial. Por isso, pode ser chamada de arma internacional, mas as formas de usá-la diferem de lugar para lugar.

### Tinbe
Tinbe significa escudo, mas, geralmente, vem com um Rochinol
, ou lança curta. Uma arma antiga, que remonta ao período dos Aji quando a nação Ryukyu estava em guerra, como mencionado no antigo “Omorososhi". Chamado de tinbe na China, existem registros e esboços desta arma que podem ser encontrados no “Kikoshinsho”, que remonta ao período Ming. Da mesma forma que as outras armas de Ryukyu, seu uso espalhou-se entre os shizoku em diferentes regiões onde diz-se que foi camuflada como um utensílio diário utilizado na agricultura. A lança curta é usada ainda hoje pelos agricultores. Também era utilizado nas embarcações, juntamente com Nuntee e Eku.

### Suruchin
O suruchin está vinculado a uma arte única de Okinawa. Enquanto que no caso do kusari-gama a foice é usada na cintura e, portanto, visível à primeira vista, o suruchin é uu corda de 180 a 210cm de comprimento com um peso em ambas as extremidades, pesando cerca de 1kg no total. Pequeno em tamanho, é uma discreta arma de bolso, que é fácil de transportar.
O suruchin de ferro foi levado para Okinawa, vindo da China. Mais tarde esta arma foi camuflada, e feita com corda de cânhamo com pedras ou pesos que eram conectados em ambas as extremidades para ser usado como uma arma de defesa pessoal. ".

### Nunti
Esta arma foi desenvolvida pelos bushi que viajavam entre as ilhas, também como uma aplicação do bō. Também era utilizado nas embarcações, juntamente com o Eku. O gancho invertido poderia ser usado para puxar o adversário da outra embarcação e derrubá-lo na água ou puxar o adversário que estivesse montado a cavalo.
- Commons